# مونتروژ
مون‌روژ (به فرانسوی: مون‌روژ) در منطقه او-دو-سن در ناحیه ایل-دو-فرانس با جمعیت ۴۵٬۱۷۸ نفر در کشور فرانسه واقع شده‌ است.